# استديوهات هانا-باربيرا أوروبا
أستديوهات هانا-باربيرا أوروبا (بالإنجليزية: (HBSE)، المعروفة سابقًا باسم Great Marlborough Productions والمعروفة سابقًا باسم Cartoon Network Studios Europe وCartoon Network Development Studio Europe) هو استوديو بريطاني للرسوم المتحركة مقره في لندن وتملكه شركة وارنر ميديا بالاشتراك مع عالم وارنر براذرز للأطفال والشباب والكلاسيكيات، إنها ذراع أوروبا والشرق الأوسط وأفريقيا لكرتون نتورك ستوديوز.

## وصلات خارجية
- Finn Arnesen
- Turner Broadcasting commissions first series from its European Development Studio
- New and adventurous design
- Boulder Media Enters ‘The Amazing World of Gumball’